# Кокон (фільм)
«Кокон» (англ. Cocoon) — американський науково-фантастичний фільм режисера Рона Говарда. У фільмі знімалися Дон Амічі, Вілфорд Брімлі, Г'юм Кронін, Браян Деннегі, Джек Ґілфорд, Стів Гуттенберг, Морін Степлтон, Джессіка Тенді, Гвен Вердон, Герта Вер та інші. Фільм за мотивами роману Девіда Саперштайна.
Іншопланетяни відвідали Землю неподалік будинку літніх людей, щоб забрати своїх одноплемінців. Літні люди випадково дізнаються, що іншопланетяни володіють силою, здатною повернути молодість і здоров'я. Але згодом їм доведеться обирати між власною молодістю і місією прибульців.

## Синопсис
Близько 10 000 років тому миролюбні жителі планети Антарея створили на Землі форпост в Атлантиді. Коли Атлантида затонула, двадцять прибульців вціліли в коконах на дні океану. Група антарейців через тисячі років повертається, щоб забрати їх. Замаскувавшись під людей, зокрема чоловіка Волтера та жінку Кітті, вони орендують будинок із басейном і заряджають воду «життєвою силою», щоб кокони пережили подорож додому. Вони орендують човен «Манта III» у місцевого капітана Джека, який допомагає дістати кокони з дна моря. Джек шпигує за Кітті та виявляє, що вона іншопланетянка. Прибульці, що виглядають як сяйливі гуманоїди, відкриваються йому і пояснюють свою місію; Джек вирішує допомогти їм.
Поблизу будинку, орендованого антарейцями, розташований будинок людей похилого віку. Троє його мешканців, Бен, Артур і Джо, вирішують таємно поплавати в басейні. Вони поглинають частину життєвої сили з води, завдяки чому молодшають. Лідер антарейців Вальтер дозволяє їм скупатися ще, за умови, що вони не торкатимуться коконів і нікому про це розповідатимуть. Кітті та Джек зближуються і вирішують пізніше зайнятися коханням у басейні. Але Кітті через свою фізіологію робить це по-своєму, поділившись життєвою енергією.
Інші мешканці будинку зауважують зміни Бена, Артура й Джо. Їхній друг Берні випадково відкриває таємницю басейну іншим мешканцям будинку, які поспішають до басейну, щоб поплавати в його воді й омолодитися. Коли Волтер бачить, що вони пошкоджують один із коконів, то виганяє їх. Антареанці відкривають пошкоджений кокон, і істота всередині ділиться останніми хвилинами з Волтером. Того вечора Берні виявляє, що його дружина Роуз перестала дихати, і несе її тіло до басейну, щоб зцілити її, але Волтер повідомляє, що нікого не пустить до басейну, бо люди забрали звідти забагато енергії.
Волтер пояснює, що кокони тепер не зможуть пережити подорож назад до Антареї, але зможуть вижити на Землі. Завдяки Джеку, Бену, Артуру та Джо антарейці повертають кокони в море. Прибульці пропонують взяти мешканців будинку престарілих із собою в Антарею, де вони ніколи не постаріють і не помруть. Більшість із них приймає пропозицію, але Берні вирішує залишитися на Землі.
Відходячи, Бен каже своєму онукові Девіду, що вони з Мері їдуть назавжди. Коли мешканці будинку відбувають, мати Девіда Сьюзен виявляє більшість кімнат порожніми та зв'язуються з місцевою владою.
Поки поліція розшукує мешканців, Девід помічає, як відпливає човен Джека, на борту якого перебувають антареанці та пенсіонери. Він хапається за борт, і Бен підтягує його. За човном слідує берегова охорона. Девід прощається з Беном і Мері перед тим, як стрибнути в море. Човни берегової охорони зупиняються, щоб забрати його, а решта успішно пливуть далі в море. Раптом з'являється густий таємничий туман, який затримує човни берегової охорони і приховує «Манту III» з радарів.
Коли прилітає корабель антарейців, Волтер розплачується з Джеком за човен. Джек востаннє обіймає Кітті, і вони обмінюються поцілунком. Потім він прощається з усіма перед тим, як стрибнути в надувний рятувальний пліт, а «Манта III» піднімається в антарейське космічне судно.
Людей, які вирушили на Антарею, вважають зниклими безвісти. Під час панахиди Девід дивиться на небо і посміхається, знаючи, що з ними сталося насправді.

## У ролях
| Актор                 | Роль           |
| --------------------- | -------------- |
| Дон Амічі             | Арт Селвін     |
| Вілфорд Брімлі        | Бен Лукетт     |
| Г'юм Кронін           | Джо Фінлі      |
| Браян Деннегі         | Волтер         |
| Джек Ґілфорд          | Берні Лефковіц |
| Стів Ґуттенберґ       | Джек Боннер    |
| Джессіка Тенді        | Альма Фінлі    |
| Морін Степлтон        | Мері Лукетт    |
| Ґвен Вердон           | Бесс Маккарті  |
| Герта Вер             | Роуз Лефковіц  |
| Клінт Говард          | Джон Декстер   |
| Ренс Говард           | детектив       |
| Чарльз Лампкін        | Попс           |
| Баррет Олівер         | Девід          |
| Тані Велч             | Кітті          |
| Лінда Гаррісон        | Сьюзен         |
| Тайрон Павер молодший | Піллсбері      |
| Джин Спіґл Говард     | жінка          |
| Джим Фіцпатрік        | докер          |

## Виробництво
Фільм був зфільмований в околицях міста Сент-Пітерсберг, штат Флорида: місця розташування включали сент-пітерберзький Шафлборд Клуб, Колізей і будівлю Снелл Аркад. Фільм отримав дві нагороди Академії за найкращу чоловічу роль другого плану (покійний Дон Амеч) і за найкращі візуальні ефекти.
Він породив один сіквел, «Кокон: Повернення», в якому майже всі оригінальні актори продовжували виконувати свою роль.
Бюджет фільму — $17,5 млн

## Сприйняття
Фільм отримав 82 % схвальних відгуків на Rotten Tomatoes. Критичний консенсус повідомляє: «Хоча надприродна історія Рона Говарда про вічну молодість може бути надто сентиментальною для когось, вона ніжна й зворушлива, торкаючись при цьому гострих проблем віку». На Metacritic середня оцінка складає 65 зі 100, вказуючи на «загалом схвальні відгуки».

## Нагороди та номінації
| Рік  | Премія           | Категорія                            | Номінант                                                  | Результат |
| ---- | ---------------- | ------------------------------------ | --------------------------------------------------------- | --------- |
| 1985 | «Оскар»          | Найкраща чоловіча роль другого плану | Дон Амічі                                                 | Перемога  |
| 1985 | «Оскар»          | Найкращі візуальні ефекти            | Кен Ралстон, Ральф МакКуаррі, Скотт Фаррар та Девід Беррі | Перемога  |
| 1985 | «Золотий глобус» | Найкращий фільм — комедія або мюзикл |                                                           | Номінація |
| 1986 | «Сатурн»         | Найкращий режисер                    | Рон Говард                                                | Перемога  |
| 1986 | «Сатурн»         | Найкраща жіноча роль                 | Джессіка Тенді                                            | Номінація |
| 1986 | «Сатурн»         | Найкраща чоловіча роль               | Г'юм Кронін                                               | Номінація |
| 1986 | «Сатурн»         | Найкращий сценарій                   | Том Бенедек                                               | Номінація |
| 1986 | «Сатурн»         | Найкраща музика                      | Джеймс Горнер                                             | Номінація |
| 1986 | «Сатурн»         | Найкращий науково-фантастичний фільм |                                                           | Номінація |